# Шведско-японские отношения
Шведско-японские отношения — двусторонние дипломатические отношения между Швецией и Японией.

## История
Первый контакт между двумя странами произошёл в XVIII веке, когда Карл Петер Тунберг — ученик Карла Линнея — прибыл в Японию для сбора и исследования растений. Таким образом, он стал первым шведом, посетившим эту страну.
Официально дипломатические отношения были установлены подписанием Шведско-японского договора в 1868 году, который стал первым договором с другим государством, заключённым правительством императора Мэйдзи. В Первой мировой войне Швеция выступала посредником, через которую Германия и Япония вели переговоры о заключении сепаратного мира, которые в конечном счёте провалились.
В первом десятилетии XX века страны начали открывать дипломатические представительства в Токио и Стокгольме, которые в 1957 году стали посольствами.
Япония — второй крупнейший торговый партнёр Швеции в Азии. Некоторые элементы шведской внутренней (социальное обеспечение, старение населения) и внешней (поддержание мира, официальная помощь в целях развития) политики стали предметом озабоченности или примером для Японии. Отношения между странами также укрепляются посредством государственных визитов (в том числе при участии монархов и членов их семей), культурных и академических обменов.

## Дипломатические представительства
- Швеция имеет посольство в Токио[6].
- Япония содержит посольство в Стокгольме[1].